# Никола Колев
 Тази статия е за българския офицер.  За политика вижте Никола Колев (политик).  За футболиста вижте Никола Колев (футболист).
Никола Иванов Колев е български офицер, началник на Генералния щаб на Българската армия в периода 2002 – 2006 г.

## Военна дейност
Роден е на 9 август 1951 г. в първомайското село Караджалово.
Завършва Техникума по електроника в Пловдив през 1970 г. През 1975 г завършва профил „Щабни ВВС“ с отличие във Висшето военновъздушно училище „Георги Бенковски“ в Долна Митрополия. 
1980 г - 1982 г. завършва с отличие и златен медал Военната академия „Г. С. Раковски“ в София. 
1988 г - 1990 г завършва Военната академия на Генералния щаб на СССР в Москва. Впоследствие завършва Института по управление на ресурсите за отбрана в Монтерей, САЩ. Преминал е курсове на обучение в Академията за противовъздушна отбрана (ПВО) в Твер (Русия), Езиковия институт на Въоръжените сили на САЩ в Сан Антонио, Център „Джордж Маршал“ в Гармишпартенкирхен (Германия) и Висшия институт по отбранителни изследвания на Въоръжените сили на Франция.
Никола Колев има 31 години стаж като офицер в Българската армия. Като младши офицер е бил началник-щаб на авиационна ескадрила и батальон за МТО в Двадесет и втори изтребителен авиополк с. Безмер до 1980 г. Като майор е бил помощник началник-щаб на полк и началник-щаб на Деветнадесети изтребителен авиополк в с. Граф Игнатиево до 1988 г. Като подполковник е бил началник-щаб на Първа дивизия ПВО в Божурище до 1992 г. Като подполковник през 1992 г е назначен за съветник по ВВС във военния кабинет на президента на Република България Желю Желев, където впоследствие получава и званието полковник.
На 3 май 1996 г. е удостоен със звание генерал-майор. На 26 юни 1996 г. е назначен за началник на Щаба на Военновъздушните сили. На 19 август 1996 г. е освободен от длъжността началник на Щаба на Военновъздушните сили и назначен за първи заместник-началник на Гл. щаб на ВВС, считано от 1 септември 1996 г. През 1997 г. му е връчен награден знак „За вярна служба под знамената“ – I степен. На 4 май 1998 г. е освободен от длъжността първи заместник-началник на Главния щаб на Военновъздушните сили, назначен за заместник-началник на Генералния щаб на Българската армия, двете считани от 7 май и удостоен с висше военно звание генерал-лейтенант. На 11 април 2000 г. е освободен от длъжността заместник-началник на Генералния щаб на Българската армия и назначен за заместник-началник на Генералния щаб на Българската армия по ресурсите. На 7 юли 2000 г. е удостоен с висше военно звание генерал-лейтенант, освободен от длъжността заместник-началник на Генералния щаб на Българската армия по ресурсите и назначен за заместник-началник на Генералния щаб на Българската армия по операциите.
На 6 юни 2002 г. е освободен от длъжността заместник-началник на Генералния щаб на Българската армия по операциите, назначен за началник на Генералния щаб на Българската армия и удостоен с висше военно звание генерал. Бил е член на политико-военния направляващ комитет на Многонационалните мирни сили в Югоизточна Европа (1998 – 2002), (2000 – 2002), на Военния комитет на НАТО (2002 – 2006) и на Военния комитет на ЕС (2005 – 2006). На 4 май 2005 г. е назначен за началник на Генералния щаб на Българската армия със срок до 31 май 2006 г. На 25 април 2006 г. е назначен за съветник на върховния главнокомандващ на въоръжените сили по военната сигурност, считано от 1 юни 2006 г. На 26 май 2006 г. е награден с орден „Стара планина“ първа степен с мечове за изключителния му принос при реализиране на „Плана за организационно изграждане на въоръжените сили на Република България до края на 2004 г.“ и разработване на „Плана за организационно изграждане и модернизация на въоръжените сили до 2015 г.“, за проявен висок професионализъм и компетентност в стратегическото ръководство на Българската армия при създаване на нови оперативни способности и необходими условия за приемането ни в НАТО, за успешното ни интегриране в съюза и за достойното участие на българските военни контингенти в мироопазващи мисии извън страната. На 4 август 2006 г. е освободен от длъжността съветник на върховния главнокомандващ на въоръжените сили по военната сигурност и от кадрова военна служба, считано от 1 септември 2006 г и излиза в запас.
Снет на 9 август 2014 г. от запаса поради навършване на пределна възраст за генерали 63 г.

## Политическа дейност
Председател е на предизборния щаб на кандидат-президентската двойка Георги Първанов – Ангел Марин през есента на 2006 г. Бил е началник на Кабинета на президента Първанов януари 2007 г. – януари 2012 година. От 23 март 2012 г. до 16 юни 2016 г. е бил извънреден и пълномощен посланик на Република България в Кралство Нидерландия. Умира на 7 май 2021 г. в София.

## Военни звания
- Лейтенант (28 август 1975)
- Старши лейтенант (1978)
- Капитан (1982)
- Майор (1985)
- Подполковник (1988)
- Полковник (1993)
- Генерал-майор (3 май 1996)
- Генерал-лейтенант с 2 звезди (4 май 1998)
- Генерал-лейтенант с 3 звезди (7 юли 2000)
- Генерал (6 юни 2002)